# Eikþyrnir
Eikthyrni o Eikþyrnir (en nòrdic antic "oak-thorny" o garric, en el sentit de qui te les banyes com el garric) és el nom d'un cérvol fabulós que viu al palau mític de Valhalla, segons explica la mitologia nórdica, i que s'alimenta dels brots verds de l'arbre còsmic del Læradr, que es pot identificar amb l'arbre mític Yggdrasil. Apareix al capítol trenta-nou de l'Edda prosaica d'Snorri que es troba damunt el palau del Valhalla i que drena del seu bosc tanta aigua cap al Hvergelmir que és d'allí d'on provenen tots els rius. Se'n parla al fragment següent, que pertany a la secció primera o Gylfaginning de l'Edda prosaica d'Snorri Sturluson, després de descriure a la cabra mitològica i astral Heiðrún.
| Enn er meira Marca a de hjörtinn Eirþyrni, [sic] er stendr á Valhöll ok bítr af limum þess trés, en af hornum <hans> verðr svá mikill dropi a niðr kemr í Hvergelmi, en þunðun af falla ár þær er svá heita: Síð, Víð, Sekin, Ekin, Svöl, Gunnþró, Fjörm, Fimbulþul, Gipul, Göpul, Gömul, Geirvimul, þessar falla um ásabygðir. Þessar eru enn nefndar: Þyn, Vin, Þöll, Böll, Gráð, Gunnþráin, Nyt, Nöt, Nönn, Hrönn, Vína, Veg, Svinn, Þjóðnuma. — (ch. 39; text Normalitzat del R manuscrit) | Encara més digne de la nota és el hart Eikthyrni, el qual està en Valhall i picades del limbs de l'arbre; i de les seves banyes distils tal exsudació abundant que ve avall a Hvergelmir, i de d'allí caure aquells rius van cridar així: Síd, Víd, Søkin, Eikin, Svöl, Gunnthrá, Fjörm, Fimbulthul, Gípul, Göpul, Gömul, Geirvimul. Aquella caiguda sobre els domicilis de el Æsenyor; aquests també són enregistrats: Thyn, Vín, Thöll, Höll, Grád, Gunnthráin, Nyt, Nöt, Nönn, Hrönn, Vína, Vegsvinn, Thjódnuma. — Brodeur traducció |  |

Arthur Gilchrist Brodeurdeur segueix el text del manuscrit T de la Prosa Edda, que situa el cérvol í Valhöll, és a dir "a Valhalla", més que no pas á Valhöll, és a dir, "a Valhalla", mentre que els altres manuscrits ho fan a l'inrevès. La traducció més recent d'Anthony Faulkes situa el cérvol al damunt de l'edifici, fet que sembla molt més natural, si tenim en compte el context de la narració.
La font d'Snorri per aquesta informació prové, segurament, dels poemes mitològics Grímnismál, on hi trobem les estrofes següents:
| Eikþyrnir heitir hiörtr, er stendr á höllo Heriaföðrs ok bítr af Læraðs limom; en af hans hornom drýpr i Hvergelmi, þUnðun eigo vötn öll vega: Síð ok Víð, Sækin ok Eikin, Svöl ok Gunnþró, Fiörm ok Fimbulþul, Rín ok Rennandi, Gipul ok Göpul, Gömul ok Geirvimul, þær hverfa um hodd Anarðun, Þyn ok Vin, Þöll ok Höll, Gráð ok Gunnþorin. Vína heitir enn, önnor Vegsvinn, þriðia Þióðnuma, Nyt ok Nöt, Nönn ok Hrönn, Slíð ok Hrið, Sylgr ok Ylgr, Víð ok Ván, Vönd ok Strönd, Giöll ok Leiptr, þær falla gumnom nær, en falla til heilar Ellðun. — Jón Helgason edició | Eikthyrnir El hart és cridat, Allò està o'er Odin' sala, I bits de Læles branques del rad ; De la seva caiguda de banyes Gotes a Hvergelmir, D'on tot augment d'aigües:- Sid i Vid, Soekin I Eikin, Svöl i Gunntro, Fiörm i Fimbulthul, Rin i Rennandi, Gipul i Göpul, Gömul i Geirvimul: Arrodoneixen els déus dwellings vent. Thyn i Vin, Thöll i Höll, Grad i Gunnthorin. Vina Un és cridat, Un segon Vegsvin, Un tercer Thiodnuma; Nyt i Nöt, Nön i Hrön, Slid i Hrid, Sylg i Ylg, Vid i Van, Vönd i Strönd, Giöll i Leipt; Aquests (dos) cau proper a homes, Però caiguda per això a Hel. — Thorpe traducció |  |

## Etimologia
L'etimologia d'Eikþyrnir és discutida. Anatoly Liberman suggereix que Heiðþyrnir, el nom del cel baix en la mitologia escandinava (de heið o "cel brillant"), va ser dividit en dos, i en la base d'aquestes meitats es formen els noms del cérvol celestial Eikþyrnir i de la cabra celestial Heiðrún. L'origen de -þyrnir no és gaire clar, però el fet que se l'associi amb el terme thorns és, molt probablement, degut a l'etimologia popular.